# Place Charles-de-Gaulle

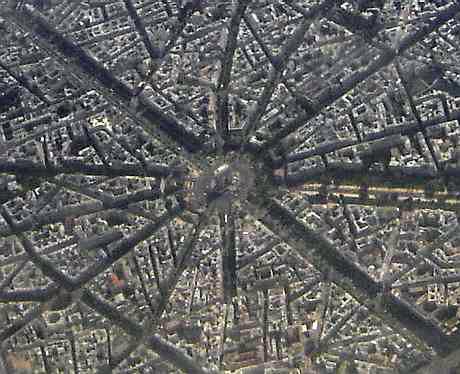
Vista aèria de la plaça. L'avinguda de Wagram és la que es troba per sobre de la cantonada inferior esquerra de la imatge.

La place Charles-de-Gaulle (plaça Charles de Gaulle), abans anomenada place de l'Étoile (plaça de l'Estrella), és l'emblemàtica plaça parisenca on hi ha l'Arc de Triomf de l'Étoile. Va canviar de nom el 1970, però molta gent encara fa servir l'antiga denominació. La plaça es reparteix, entre els districtes VIII, XVI i XVII.

The Place Charles de Gaulle, Paris